# 총리각국사무아문

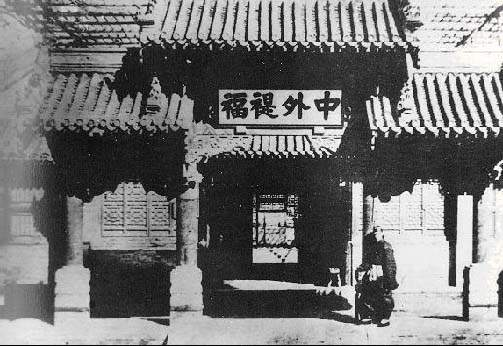

총리각국사무아문(總理各國事務衙門, 만주어: ᡤᡝᡵᡝᠨ
ᡤᡠᡵᡠᠨ ‍ᡳ
ᠪᠠᡳᡨᠠ ᠪᡝ
ᡠᡥᡝᡵᡳᠯᡝᠮᡝ
ᡳᠴᡳᡥᡳᠶᠠᡵᠠ
ᠶᠠᠮᡠᠨ 거런 구룬 이 바이타 버 우허릴러머 이치히야라 야문), 약칭 총리아문(總理衙門), 총서(總署), 역서(訳署)로 간칭되기도 했다. 청나라 후기 외교와 양무(광산과 철도에 관한 정책 등)를 관할하기 위해 설립된 관청이다. 1861년 1월 20일부터 1901년 9월 7일까지 존재했다. 시대적 상황에 의해 중국 외교의 영향력은 감소했지만, 이전까지의 역대 중국 왕조의 외교 방식을 바꿔놓는 기능을 했다.

## 배경
청나라 말기 이전 중국의 외교기구는 상대하는 지역에 따라 담당이 정해져 있었다. 즉 외교부와 같은 대외 관계를 일원적으로 취급하는 부서가 별도로 존재하지 않았다. 예를 들어 책봉 이후 조공을 하기 위해 오는 나라와의 통상적인 사무는 예부가 담당했다. 또한 외몽골 · 청해 · 티베트 · 신장 등이나 러시아와의 통상 외교는 이번원에서 담당을 하였고, 유일한 외국과의 교역을 허용한 광저우에서 무역사무(광동 체제)는 양광(광동성, 광서성) 총독이 담당하고 있었다. 즉 당시 중국 외교는 아래와 같은 특징을 가지고 있었다.
- 외교를 총괄하는 관청은 존재하지 않았고, 관할 지역마다 개별적으로 대응하고 있었다.

- ‘외교’ 자체가 조공을 전제로 하고 있었기 때문에, 조공을 하지 않는 외국 (프랑스 등)과의 교역을 별도로 담당하는 외교 부서는 존재하지 않았다.

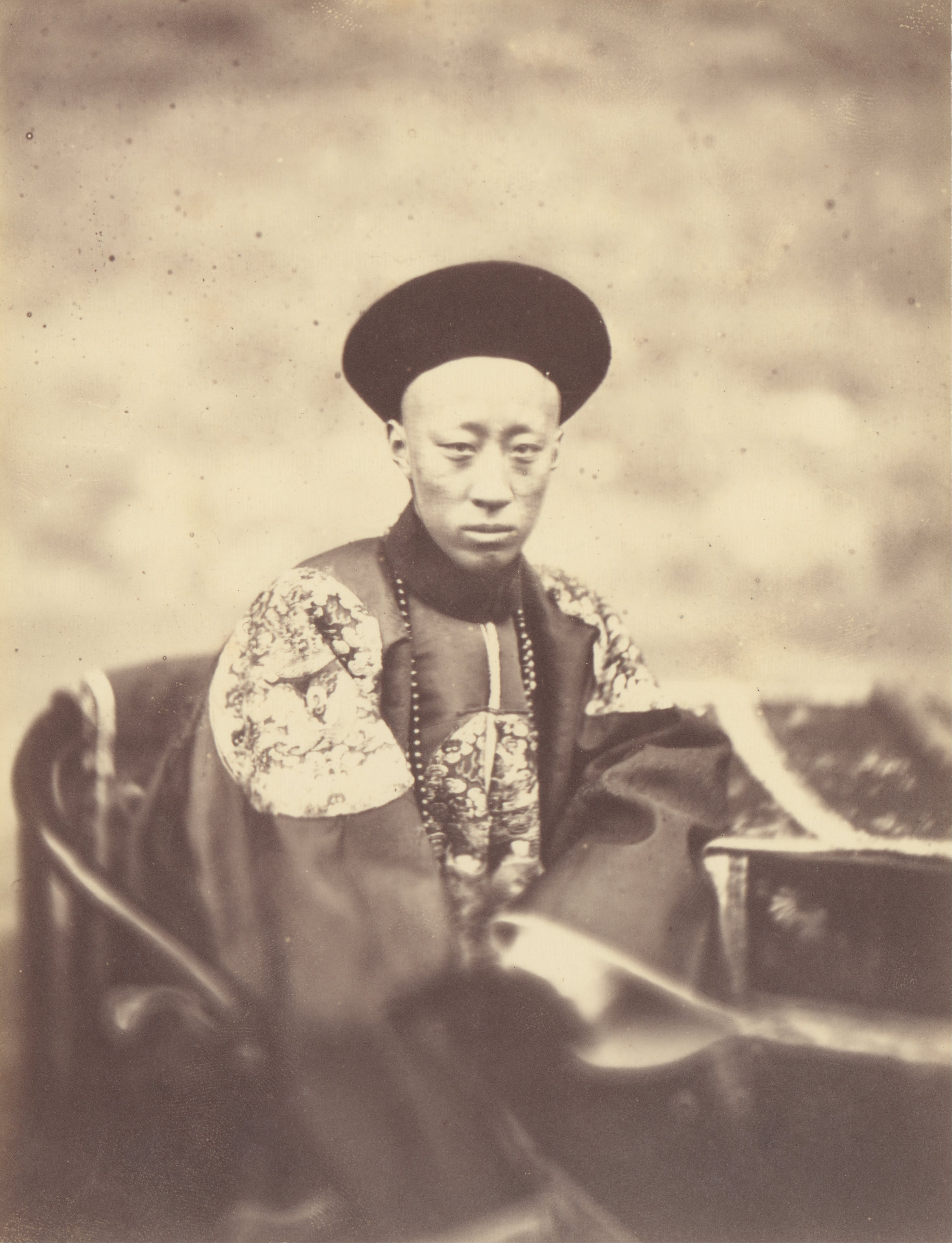
총리아문을 창설한 공친왕 혁흔

특히 서양 국가들을 공식적으로 담당하는 외교 부서가 없다는 것은 서양 국가들의 불만을 샀다. 그래도 광동 근처에서만 분쟁을 벌였던 제1차 아편 전쟁 당시부터 1840년대 무렵까지 그 지역을 관할하는 양광 총독에게 흠차대신 (특명 전권 대신)의 권한을 위임하고 있는 상태였다. 하지만 1857년, 제2차 아편 전쟁으로 양광 총독부가 함락되고, 이듬해에는 톈진까지 점령당하자 사태의 처리는 두 양광 총독의 손으로 넘어갔다. 1858년 6월에 영국 · 프랑스 · 미국 · 러시아와 톈진조약을 맺었지만, 청나라 정부가 조약을 전혀 비준하지 않자 분노한 영불 연합군은 1860년 10월에 베이징을 점령하고, 베이징 조약을 맺게 된다. 베이징 조약이 체결된 이후 영국과 프랑스 대표는 청나라에 대해 외무부에 해당하는 기관을 설립하도록 요구했다.
〈톈진 조약〉과 〈베이징 조약〉에서는 중국의 외교 제도로 아래의 사항을 과제로 남겼다.
- 양광총독 관할 외의 항구 개항

1858년, 톈진조약에서 10개의 항구를, 1860년, 베이징 조약에서는 하나의 항구를 추가로 더 개항하도록 했다. 톈진조약 시점의 10개 항구 중 8개의 항구가 화중, 화남 지역이었기 때문에, 청나라는 1859년에 양강총독을 흠차대신으로 임명하고 이를 관할하게 했지만, 베이징 조약에서는 수도의 코 앞에 있는 톈진을 개항시킬 수 있었기 때문에 이전까지의 ‘흠차대신에 의한 외교’ 방침을 전환할 수밖에 없었다.
- 각국 공사의 베이징 상주

톈진조약의 시점에서 “각국 외교관의 베이징 상주”였던 것이 베이징 조약에서는 “각국 공사의 베이징 상주”로 바뀌었다. 각국이 공사급 이상의 외교관을 파견한다면, 필연적으로 청나라도 국가를 상대할 부서가 마련되어야 할 필요가 생겼다.
이러한 과제를 해결하기 위해 중앙에 중앙집중식 외교기구가 필수적이라고 생각한 공친왕 혁흔은 내각대학사 계량(桂良), 호부좌시랑 문상(文祥) 등에게 1861년 1월 11일에 상주하게 하고 3월 11일에 정식으로 총리각국사무아문(총리아문)이 설립되었다. 이전까지 중국의 외교 정책을 대전환시킨 이 조직은 이후 변법자강 운동의 선구라고도 할 수 있는 조직이었다.

## 활동

### 외교 수행

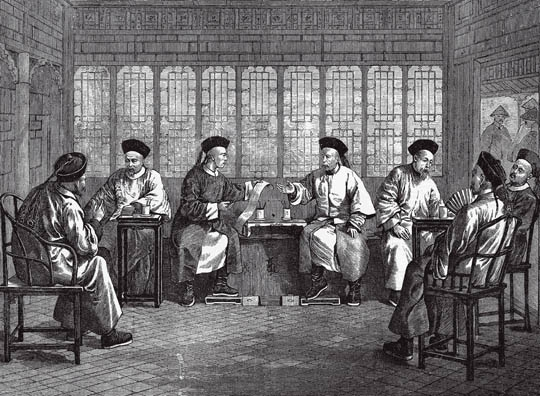
총리아문 대신들의 토론 모습

총리아문에는 외교정책에 대한 결정권이 없었고, 어디까지나 결정권자는 황제(사실상은 서태후) 또는 군기대신이었다. 설립 당시에는 공친왕이 수석 군기대신을 겸하고 있었고, 다른 군기대신들도 이를 주시하고 있었기 때문에 대부분의 사안은 그냥 넘어갔다.
1860년대, 공친왕이 주도하던 총리아문은 효과적으로 운영되었다. 베이징 조약의 대응을 소화하면서, 1868년에는 톈진 조약의 관세 문제를 다뤘다. 또 한편으로는 동문관 출신자를 서양에 파견하기도 했다. 1866년에는 총세무사 로버트 하트의 귀국에 수반하는 형태로 무장(斌樁)을 대표로 하는 중국 최초의 유럽 사절단을 파견했다. 1867년에는 미국공사 앤슨 벌링게임을 흠차대신으로 임명하여 구미 제국에 파견하였다.
하지만 총리아문을 추진했던 공친왕이 서태후에 의해 밀려나고, 1870년에 이홍장이 북양통상대신으로 장관에 취임하면서 상황이 급변했다. 총리아문의 구성원이나 이홍장도 같은 양무파임에는 다를 바 없었었고, 중국 무역항 전체를 관할했지만, 전권을 가지지 못한 총리아문에 비해 톈진으로 한정되어 있기는 하지만 이홍장은 흠차대신으로서 전권을 가지고 있다. 광저우가 무역의 중심이었던 무렵이라면 몰라도, 이미 각국 공사는 베이징에 상주하고 있었으며, 무역의 중심도 베이징에서 가까운 톈진으로 이동하고 있다. 상황이 그렇게 변화되면서 각국 공사들은 톈진에서 실권을 가진 이홍장과 소통을 하는 것이 빠르다는 인식을 하게 되었다. 이렇게 실질적인 외교의 중심이 총리아문이 있는 베이징에서 북양통상대신이 있는 톈진으로 무게 이동하였고, 청일전쟁 무렵에는 톈진의 이홍장이 사실상 중국 외교부의 중심이었다.
개설 당시에 비해 상당한 영향력을 상실한 총리아문은 1901년, 의화단 운동 이후 신축조약의 조항에 따라 폐지되었고, 외무부가 신설되었다.

### 양무운동의 추진
외교 이외에도 외국과 신속한 소통을 하던 총리아문은 양무화에 의한 부국강병의 필요성을 절감했다. 그들은 로버트 하트 등의 건의를 받아들여 관련 사업의 현대화도 추진했다. 따라서 동문관은 본래의 언어교육에 머물지 않고, 교통 · 산업 · 경제 (특히 무역) · 군사 등의 측면에서 근대적 교육을 실시하여 ‘양무내각’으로 비유되었을 정도였다. 그러나 이러한 활동도 외국에서 보면 ‘개혁의 행보’가 느리게만 보였으며, 국내 보수파들은 이들을 ‘매국행위’로 보았다. 그리하여 외무뿐만 아니라 양무운동도 1870년대부터는 중심이 이홍장에게로 옮겨갔고, 총리아문은 중심에서 벗어나게 되었다.

## 조직 체계
총리아문은 최고의 외교기관이었지만 일반 정부기관이 아닌 잠정적으로 발족한 ‘군기처의 기반’과 같이 자리매김했기 때문에, 조직과 배정 인력의 관품 등의 규정도 없었다. 총리아문은 베이징 둥탕즈(東堂子) 후통(현재 둥청구)에 위치해 있었다. 당시의 총리아문은 동서로 나뉘어 동쪽은 동사문관으로 사용되었고, 서쪽은 외교 활동에 이용되고 있었다.

### 인력 구성
총리아문의 수뇌부는 친왕이나 군왕, 조륵과 같은 만주 귀족층과 몇 명의 장관으로 구성되어 각자가 협력하여 사안에 맞도록 배치되었다. 여러 명의 대신이라고는 하지만 각각 군기대신, 내각대학사와 육부상서(장관급), 시랑 등 국정의 중심에 있는 관료가 겸임하고 있었다. 대신 휘하에는 각종 문서를 다루는 장경(章京) 16명(만주인, 한인 각 8명씩) 배치되었다.
초대 책임자는 공친왕 혁흔이었으며, 대신으로는 상주를 했던 계량, 문상 등이 있었다.

### 조직기구
총리아문은 다음과 같은 구성으로 되어 있었다. (고(股)는 과(課) 또는 부서)
- 영국고(英國股) - 영국과의 협상 전반 서유럽 국가들과의 통상무역 · 해관의 세금을 취급.
- 법국고(法國股)- 프랑스, 네덜란드, 스페인, 브라질과의 협상 전반과 기독교 관련 해외 화교의 보호, 중월 국경에 관한 것을 다룸.
- 아국고(俄國股) - 러시아, 일본과의 협상 전반, 몽골 방면의 대러 무역, 중러 국경 유학생을 취급.
- 미국고(美國股) - 미국 · 독일 · 페루 · 이탈리아 · 스웨덴 · 노르웨이를 담당.
- 해방고(海防股) - 북양 해군 · 남해 해군, 연해에 부설된 포대 · 조선 공장 관리, 기선과 총 포탄의 구입, 전신 · 철도 · 광산 개발 · 운용을 취급.

그 외 부속 기관으로서 관세 관련 사안을 총괄하는 해관 총세무사서와 중국 최초의 외국어 학교인 경사동문관(京師同文館, 현재의 베이징 대학 외국어 학원의 전신)이 있었다.